# 도미니칸 서머 리그
도미니칸 서머 리그(Dominican Summer League)는 1985년 창설된 도미니카 공화국의 마이너 리그 루키 야구 리그이다. 총 34팀으로 이루어져 있다.

## 팀
| 디비젼                         | 팀                 | MLB 팀                              | 홈구장                            |
| ------------------------------ | ------------------ | ----------------------------------- | --------------------------------- |
| 보카 치카 노스 디비전          | DSL 애스트로스     | 휴스턴 애스트로스                   | 애스트로스 컴플렉스               |
| 보카 치카 노스 디비전          | DSL 다저스         | 로스앤젤레스 다저스                 | 캠포스 라스 팔마스                |
| 보카 치카 노스 디비전          | DSL 인디언스       | 클리블랜드 인디언스                 | 인디언스 컴플렉스                 |
| 보카 치카 노스 디비전          | DSL 메츠 2         | 뉴욕 메츠                           | 메츠 아카데미                     |
| 보카 치카 노스 디비전          | DSL 파이어리츠 1   | 피츠버그 파이어리츠                 | 파이러리츠 아카데미               |
| 보카 치카 노스 디비전          | DSL 레이스         | 템파베이 레이스                     | 레이스 컴플렉스                   |
| 보카 치카 노스 디비전          | DSL 레드삭스       | 보스턴 레드삭스                     | 엘 토로 컴플렉스                  |
| 보카 치카 노스 디비전          | DSL 로열스         | 캔자스시티 로열스                   | 아카데미아 드 로열스              |
| 보카 치카 노스 디비전          | DSL 양키스 2       | 뉴욕 양키스                         | 양키 아카데미                     |
| 보카 치카 사우스 디비전        | DSL 컵스 2         | 시카고 컵스                         | 시우다드 드 베이스볼              |
| 보카 치카 사우스 디비전        | DSL 자이언츠       | 샌프란시스코 자이언츠               | 로울링 파운데이션                 |
| 보카 치카 사우스 디비전        | DSL 말린스         | 마이애미 말린스                     | 아카데미아 드 프로스펙토스        |
| 보카 치카 사우스 디비전        | DSL 메츠 1         | 뉴욕 메츠                           | 메츠 아카데미                     |
| 보카 치카 사우스 디비전        | DSL 내셔널스       | 워싱턴 내셔널스                     | 라스 아메리카스 컴플렉스          |
| 보카 치카 사우스 디비전        | DSL 필리스         | 필라델피아 필리스                   | 필리스 컴플렉스                   |
| 보카 치카 사우스 디비전        | DSL 파이어리츠 2   | 피츠버그 파이어리츠                 | 파이러리츠 아카데미               |
| 보카 치카 사우스 디비전        | DSL 레인저스       | 텍사스 레인저스                     | 아카데미아 드 프로스펙토스        |
| 보카 치카 사우스 디비전        | DSL 양키스 1       | 뉴욕 양키스                         | 양키 아카데미                     |
| 보카 치카 베이스볼 시티 디비전 | DSL 컵스 1         | 시카고 컵스                         | 시우다드 드 베이스볼              |
| 보카 치카 베이스볼 시티 디비전 | DSL 다이아몬드백스 | 애리조나 다이아몬드백스             | 시우다드 드 베이스볼              |
| 보카 치카 베이스볼 시티 디비전 | DSL 오리올스       | 볼티모어 오리올스                   | 시우다드 드 베이스볼              |
| 보카 치카 베이스볼 시티 디비전 | DSL 파드리스       | 샌디에이고 파드리스                 | 나자요 아카데미                   |
| 보카 치카 베이스볼 시티 디비전 | DSL 레즈           | 신시네티 레즈                       | 시우다드 드 베이스볼              |
| 보카 치카 베이스볼 시티 디비전 | DSL 로키스         | 콜로라도 로키스                     | 라스 아메리카스 컴플렉스          |
| 보카 치카 베이스볼 시티 디비전 | DSL 트윈스         | 미네소타 트윈스                     | 시우아드 드 베이스볼              |
| 보카 치카 베이스볼 시티 디비전 | DSL 화이트삭스     | 시카고 화이트삭스                   | 시우아드 드 베이스볼              |
| 산토도밍고 노스 디비전         | DSL 어슬레틱스     | 오클랜드 어슬레틱스                 | 후안 마리찰 컴플렉스              |
| 산토도밍고 노스 디비전         | DSL 카디널스       | 세인트루이스 카디널스               | 카디널스 아카데미                 |
| 산토도밍고 노스 디비전         | DSL 매리너스       | 시애틀 매리너스                     | 컴플레조 에피 게레로 드 빌라 멜라 |
| 산페드로데마코리스 디비전      | DSL 에인절스       | 로스앤젤레스 에인절스 오브 애너하임 | 엘 페논 컴플렉스                  |
| 산페드로데마코리스 디비전      | DSL 블루제이스     | 토론토 블루제이스                   | 블루제이스 컴플렉스               |
| 산페드로데마코리스 디비전      | DSL 브레이브스     | 애틀란타 브레이브스                 | 베이스볼 타웰                     |
| 산페드로데마코리스 디비전      | DSL 브루어스       | 밀워키 브루어스                     | 후안 리조 주니어 컴플렉스         |
| 산페드로데마코리스 디비전      | DSL 타이거스       | 디트로이트 타이거스                 | 타이거스 컴플렉스                 |